# Деян Петров
Деян Петров е български футболист, полузащитник, състезаващ се за тима от югозападна В АФГ Сливнишки герой (Сливница).
Състезавал се е за отборите на ПФК Видима-Раковски (Севлиево), ПФК Монтана (Монтана), ФК Ботев (Враца).
Висок е 183 см, тежи 73 кг.

## Статистика
- Западна Б група Сезон 2009/2010 – Ботев (Враца)	11 мача, 686 минути игра, 2 отбелязани гола
- Западна Б група Сезон 2008/2009, Монтана – 11 мача, 156 минути игра
- Във А група Сезон 2007/2008, Видима Раковски	– 6 мача, 336 минути игра

За Купата на България има изиграни 2 мача (един за Ботев (Враца) и един за ПФК Монтана), но няма отбелязани голове.